# Цафферана-Етнеа
Цафферана-Етнеа (італ. Zafferana Etnea, сиц. Zafarana) — муніципалітет в Італії, у регіоні Сицилія, метрополійне місто Катанія.
Цафферана-Етнеа розташована на відстані близько 520 км на південний схід від Рима, 160 км на схід від Палермо, 19 км на північ від Катанії.
Населення — 9537 осіб (2014).
Щорічний фестиваль відбувається другої неділі серпня. Покровитель — Maria Santissima della Provvidenza.

## Демографія
Населення за роками:

Станом на 1 січня 2023 року в муніципалітеті офіційно проживав 501 іноземець з 31 країни, серед них 123 громадяни країн Євросоюзу та 16 громадян України.

## Сусідні муніципалітети
- Ачі-Сант'Антоніо
- Ачиреале
- Адрано
- Бельпассо
- Б'янкавілла
- Бронте
- Кастільйоне-ді-Сицилія
- Джарре
- Малетто
- Міло
- Ніколозі
- Педара
- Рандаццо
- Сант'Альфіо
- Санта-Венерина
- Трекастаньї
- Віагранде